# Marten van der Kooij
Marten van der Kooij (Hindeloopen, 7 januari 1903, overlijdensdatum onbekend) was een Friese schaatser uit Hindeloopen.
Van der Kooij was de winnaar van de Tolhuister Elfstedentocht, een officieuze elfstedentocht die op initiatief van drie Leeuwarder kasteleins op 28 februari 1929 werd verreden. Enkele weken eerder was de vierde Elfstedentocht verreden. Café it Tolhûs, het café van een van de organisatoren,  was het startpunt van deze tocht. 28 deelnemers zorgden voor een strijd die even spannend was als de officiële tocht. De tocht werd door Marten van der Kooij gewonnen, in een tijd van 10 uur en 32 minuten. Stadsgenoot Ype Smid kwam een minuut later binnen. Deze tocht is ook de Elfstedentocht die het laatst in het jaar is verreden. In 1986 vond de veertiende Elfstedentocht op 26 februari plaats.